# Barbara Wood
Barbara Wood (n. 30 de enero de 1947 en Lancashire, Inglaterra) es una novelista inglesa, escritora de novelas románticas e históricas.

## Biografía
Barbara Wood nació el 30 de enero de 1947 en Warrington (cerca de Liverpool), Inglaterra. Cuando era una niña emigró a los Estados Unidos junto a sus padres y su hermano mayor, donde creció en el Sur de California y asistió a las escuelas de Los Ángeles.
Después de la secundaria Wood asistió a la Universidad de California en Santa Bárbara, pero no completó su carrera ya que la dejó para viajar y dedicarse a numerosos trabajos, desde camarera y paseadora de perros hasta que finalmente acabó dedicando diez años de su vida a ser auxiliar de quirófano (experiencia que se refleja en algunas de sus obras, donde combina medicina con amor e intriga).
Su primera novela fue publicada en 1976, unos años después de conocer a su esposo George. Hasta la fecha, Wood ha escrito 22 libros, los cuales han sido traducidos a más de 30 idiomas. 

## Obras
A los 16 años escribió su primer libro, con unas 300 páginas, al que ella misma catalogó como terrible.
En 1976 publicó su primera novela Perros y chacales que, aunque fue rechazada por la primera editorial a la que la presentó, consiguió que ésta le recomendara al agente literario Harvey Klinger, con el que ha estado trabajando desde entonces y con el que ha publicado más de una veintena de libros. Ese mismo año Wood publicó tres de sus manuscritos, Perros y chacales, Los manuscritos de Magdala, y La casa maldita.

### Novelas
- 1978 Perros y chacales
- 1978 Los manuscritos de Magdala
- 1978 La casa maldita
- 1979 Sombras de un pasado
- 1979 Trenes nocturnos
- 1981 Canción de cuna
- 1981 Los dioses guardianes
- 1983 Domina
- 1986 Constantes vitales
- 1986 El fuego de la vida
- 1988 Bajo el sol de Kenia
- 1991 El sueño de Joanna
- 1993 Las vírgenes del Paraíso
- 1996 La profetisa
- 1998 Armonía rota
- 2001 Tierra sagrada
- 2002 El amuleto
- 2005 La estrella de Babilonia
- 2007 El secreto de los chamanes
- 2008 La mujer de los mil secretos
- 2010 La tierra dorada
- 2012 La adivina
- 2013 La Serpiente y el báculo
- 2015 Bajo la luna de Hawái
- 2016 La tierra del sol poniente
- 2018 "El río lejano"

### Filmografía
- 2005 Memorias de Harmony

### Kathryn Harvey
Wood también escribe bajo el seudónimo de Kathryn Harvey, con el que publica libros diferentes a las novelas de Barbara Wood, ya que ella y su agente acordaron que esa sería la forma de mostrar la diferencia.

#### Novelas como Kathryn Harvey
- 1988 Butterfly
- 1992 Star's
- 2006 El hotel de los sueños

## Creación de un libro

### Investigación
La investigación de Wood para sus libros es extensiva. Ella ha visitado todos los países sobre los que ha escrito, y ha dicho que no se siente cómoda escribiendo sobre un país al que no ha pisado ni respirado su aire. A veces, es la visita la que inspira el libro, como es el caso de Bajo el sol de Kenia. Además, siente que el país de origen es la mejor información para la investigación. Wood se sumerge completamente en el tema en cuestión, leyendo libros, periódicos y revistas, investigando por internet, y realizando entrevistas de primera mano con expertos en el tema.

### Personajes
Muchos de los personajes de sus libros son ficticios, pero algunos de ellos se basan en personas que conoce, que están en las noticias, o en la historia. Entretejidos entre las protagonistas, hay elementos de sí misma.
También así, pese a que la mayoría de sus historias son ficticias, hay algunas inspiradas en experiencias que la misma autora ha vivido, como su trabajo de técnico en la sala de operaciones, que fue la que inspiró la novela Constantes vitales.
Su pasión por la medicina son un hilo común entre Domina, El fuego de la vida, Bajo el sol de Kenia, Armonía rota y Constantes vitales.

### Inspiración
Wood se levanta a las 5:00 cada mañana, hace sus ejercicios, toma una taza de café, y luego se dedica a escribir e investigar hasta la tarde.
Dice que el mejor momento del día para escribir es bien temprano en la mañana, porque es cuando su cerebro está lleno, y que no tiene un lugar propio para escribir, ya que escribe en cuanto le llega la inspiración (en la sala de estar, en el patio, en una cafetería).
Wood ha señalado que no escribe sus obras en secuencia, que incluso hay veces donde empieza por el final y luego va alcanzando la historia, según le vayan llegando las ideas las va mezclando con la historia.

## Pasatiempos
En sus ratos libres se dedica al bordado, la lectura, a coleccionar muñecas, miniaturas y casas de muñecas, y ver las películas de Jackie Chan, las de Kung Fu, y las animadas de Disney.
Le gusta el vino, el que ha caracterizado como su secreto para vivir feliz, mientras que su cita favorita es Otro vaso de vino, por favor.